# Lista de dirigentes da FAPESP
Dirigentes da Fundação de Amparo à Pesquisa do Estado de São Paulo desde 1961.

## Presidentes do Conselho Superior
Antonio Barros de Ulhôa Cintra (1961 – 1973), USP
Walter Borzani (1973 – 1975), Esc. Eng. Mauá
José Francisco de Camargo (1975 – 1979), USP
Antonio Hélio Guerra Vieira (1979 – 1985), USP
Oscar Sala (1985 – 1995), USP
Francisco Romeu Landi (1995 – 1996), USP
Carlos Henrique de Brito Cruz (1996 – 2002), Unicamp
Carlos Vogt (2002 – 2007), Unicamp
Celso Lafer (2007 – 2015), USP
José Goldemberg (2015 – 2018), USP
Marco Antonio Zago (2018 – atual), USP

## Vice-presidentes do Conselho Superior
José Ulpiano de Almeida Prado (1961 a 1967), Governo SP
Alberto Carvalho da Silva (1967 a 1967), USP
Oscar Sala (1968 a 1969), USP
Walter Borzani (1969 a 1973), USP
José Francisco de Camargo (1974 a 1975), USP
Nelson de Jesus Parada (1976 a 1977), Unicamp
Waldyr Muniz Oliva (1977 a 1981), USP
Salim Simão (1982 a 1983), USP
Alberto Carvalho da Silva (1984 a 1984), USP
Oscar Sala (1984 a 1985), USP
Willian Saad Hossne (1985 a 1989), Unesp
Carlos Osmar Bertero (1989 a 1991), FGV
Jorge Nagle (1991 a 1995), Unesp
José Jobson de Andrade Arruda (1995 a 1997), USP
Mohamed Kheder Zeyn (1997 a 1999), Governo SP
Paulo Eduardo de Abreu Machado (1999 a 2004), Unesp
Marcos Macari (2004 a 2007), Unesp
José Arana Varela (2007 a 2010), Unesp
Eduardo Moacyr Krieger (2010 a 2019), USP
Ronaldo Aloise Pilli (2019 - atual), Unicamp

## Membros do Conselho Técnico-Administrativo

### Diretor-Presidente
Jayme Arcoverde de Albuquerque Cavalcanti (1962 – 1976), USP
Jean Albert Meyer (1976 – 1980), Unicamp
Crodowaldo Pavan (1981 – 1984), USP
Alberto Carvalho da Silva (1984 – 1993), USP
Nelson de Jesus Parada (1993 – 1996), Unicamp
Francisco Romeu Landi (1996 – 2003), USP
Ricardo Renzo Brentani (2004 – 2011), USP
José Arana Varela (2012 – 2016), Unesp
Carlos Américo Pacheco (2016 – atual), Unicamp

### Diretor Científico
Warwick Estevam Kerr (1962 – 1964), USP
William Saad Hossne (1964 – 1967), Unesp
Alberto Carvalho da Silva (1968 – 1969), USP
Oscar Sala (1969 – 1975), USP
William Saad Hossne (1975 – 1979), Unesp
Ruy Carlos de Camargo Vieira (1979 – 1985), USP
Flávio Fava de Moraes (1985 – 1993), USP
José Fernando Perez (1993 – 2005), USP
Carlos Henrique de Brito Cruz (2005 – 2020), Unicamp
Luiz Eugênio Araújo de Moraes Mello (2020 – 2023), Unifesp

### Diretor Administrativo
Raphael Ribeiro Silva (1962 – 1962), Sec. Fazenda de São Paulo
Celso Antônio Bandeira de Mello (1962 – 1968), PUC-SP
Alberto Bononi (1968 – 1977), USP
Rubens Guedes Jordão (1977 – 1986), USP
Paulo Isnard Ribeiro de Almeida (1986 – 1992), Secret. Agricultura
Joaquim José de Camargo Engler (1993 – 2017), USP
Fernando Menezes de Almeida (2017 – atual), USP